# Бупал

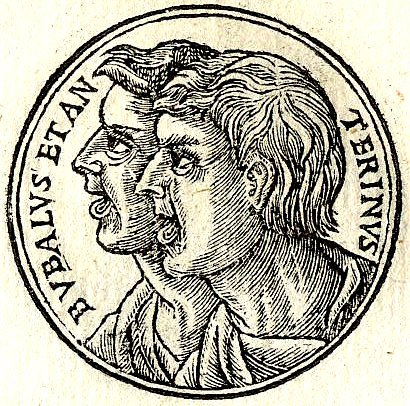
Скульптор Бупал та його брат Афеніт

Бупал — відомий давньогрецький скульптор VI сторіччя до н. е.

## Життєпис
Народився на о.Хіос у родині скульптора Архерма, представника Хіоської школи. Бупал разом із своїм братом Афенітом навчався спочатку під проводом свого батька. Завдяки Бупалу Хіоська школа скульптури ще більше набула піднесення.
Бупал багато робив замовлень як для заможних та впливом людей Греції, так й для храмів, зокрема прикрашав їх фронтони. Зображував здебільшого жіночі фігури. Розквіт творчості Бупала припадає на 545—530 роки до н. е.
Більшу частину робіт Бупала римський імператор Октавіан Август перевіз до Риму.

## Твори
- Артеміда.
- Фортуна.
- Грації
- Фриз у Дельфах.